# Албанский язык
Алба́нский язы́к (самоназвание: gjuha shqipe [ˈɟuha ˈʃcipɛ] или shqip [ʃcip] (слушать)о файле «ясный, понятный») — язык албанцев, коренного населения Албании и части населения Греции (Эпир, Аттика, Беотия, остров Эвбея, Пелопоннес, острова Гидра, Спеце, Порос), Северной Македонии, Сербии (в том числе частично признанной Республики Косово), Черногории, а также Италии (Сицилия, Калабрия, Апулия). 
Относится к индоевропейским языкам, где выделяется в самостоятельную ветвь. На протяжении истории его словарный состав вобрал в себя множество заимствований из других языков (особенно латыни). Диалекты албанского языка делятся на гегские и тоскские. 
Число говорящих — около 7,5 млн человек. Небольшое количество албанцев с давних пор проживает в Болгарии (с. Мандрица). В пределах Украины с начала XIX века существовало несколько албаноязычных сёл (в Запорожской и Одесской областях), старейшее из которых — село Каракурт в Одесской области.

## Название
Самоназвание албанского языка — shqip — вероятнее всего, происходит от глагола латинского происхождения excipere, означающего «говорить ясно, понятно» и, соответственно, может переводиться как «ясный, понятный, понятая речь». 
Слово Shqipëria — современное название Албании на албанском языке — часто объясняется как «Земля орлов», так как в современном языке есть слово shqipe со значением «орёл», которое было заимствовано из кельтских языков. Славист А. М. Селищев утверждал, что исток этого корня — слово shqe, означающее «славяне» (Shqerí — от албанского shqa < *skla, мн. ч. — shqe) и является следствием славянской колонизации Балкан в VI—VII веках.
Название «албанский» является экзонимом (не используется самими албанцами) и происходит от средневекового латинского названия Албании, возможно, произошедшего от наименования иллирийского племени албаны (алб. Albanët), отмеченного Птолемеем, географом и астрономом из Александрии. Он составил карту в 150 году нашей эры, на которой был показан город Албанополис, расположенный к северо-востоку от албанского города Дуррес.

## Классификация
Албанский язык входит в индоевропейскую языковую семью, внутри которой входит в условную группу неклассифицированных палеобалканских языков. Из-за целого ряда отличительных черт в фонетике, морфологии и лексике, албанский выделяется в самостоятельную ветвь индоевропейских языков, не группируясь ни с одной другой ветвью. Тем не менее наибольшее число схождений он проявляет с древнегреческим языком.

## Диалекты
Албанский язык делится на два основных скопления диалектов, из которых северные — так называемые гегские — в целом, более архаичные. Это проявляется в сохранении звука n, тогда как в других наречиях он перешёл в r, хотя в то же время существует уподобление nd и mb звукам nn и mm; часто встречающаяся назализация гласных y и а также носит на себе отпечаток позднейшей эпохи. Наречия, употребляемые к югу от р. Шкумб, носят общее название тоскских. До начала XX в. литературный албанский язык основывался на тоскских диалектах; с XX в. преобладание получают гегские диалекты, распространённые на севере Албании и в Косове.
Различия между этими диалектами не настолько велики, чтобы затруднять взаимопонимание, однако они ощутимы в целом ряде явлений. Например, в ротацизме: тоскское название Албании — Shqipëri, гегское — Shqipni; тоскскому ё в ударном слоге в гегском соответствует назализованное а: zëri (опред. им. п.) — za, zani (zâ, zâni) «голос»; тоскскому дифтонгу ua в гегской письменной норме соответствует дифтонг ue: (grua — grue «женщина») и др. Существенные расхождения двух диалектных форм литературного языка проявляются также в морфологии глагола.
Южный (тоскский) и северный (гегский) варианты развились как две местные разновидности литературного языка. В течение нескольких лет эти две языковые нормы развивались одновременно. Ряд видных писателей-северян — например, Марк Гуракучи и Коль Якова — продолжает создавать свои произведения на гегском, горячо отстаивая его права на дальнейшее существование и развитие. Другие, происходящие из гегской диалектной среды — например, житель Эльбасана Димитр Шутеричи — сознательно перешли на тоскскую форму литературного языка.
Иллирийское население горных районов, в меньшей мере подвергавшееся непосредственному воздействию римской культуры, более устойчиво сохраняло свою древнюю речь, хотя многочисленные латинские элементы в албанском языке свидетельствуют о силе латинского языкового влияния. Основная (горная) территория северной Албании включала три основные части — Гегнию (Gegní), Лекнию (Lekní) и Мальсию (Malsí). Эти три части обладали этнографическим своеобразием. Словом malësi в современном литературном албанском языке обозначается горная область вообще (горцы — мальсоры).

## История языка
Протоалбанский язык принадлежал к палеобалканскому лингвистическому ареалу, примыкавшему к древнегреческой языковой области. По мнению ряда лингвистов, на родственном албанскому языке говорили древние иллирийцы (однако не разрешено противоречие, выдвинутое ещё Г. Хиртом, о расхождении между сатемным характером протоалбанского и предполагаемой принадлежностью иллирийского к лингвистической области кентум). Почти до XIX века албанским языком никто научно не занимался и было точно не известно, к какой языковой группе он принадлежит. Наконец, было определено, что он является отдельным членом индоевропейской семьи языков, хотя историческое изучение его очень трудно́ по причине того, что очень сложно отделить исконные албанские слова и формы от огромного количества заимствованных слов из греческого, латинского, романских, турецкого, славянских и других языков.
Албанский язык по своим лексическим и грамматическим чертам является индоевропейским. Уже Тунманн считал его современной стадией древнего иллирийского языка; в XIX веке было доказано, что это самостоятельная ветвь индоевропейской семьи, а не старый, выродившийся диалект греческого языка, как многие ранее предполагали. Средние, имевшие придыхание звуки праиндоевропейского языка утратили его в албанском языке (g, d, b вместо gh, dh, bh) и сближают его, таким образом, с германскими, кельтскими, славянскими языками, а усиление одним из рядов гортанных звуков придыхания — с балтославянскими.
Отнесение протоалбанского языка к иллирийскому лингвистическому комплексу внутри протобалканского языкового ареала находится в полном соответствии с давно установленным наличием особых связей албанского с языками северной части индоевропейской общности, а именно — с балтийскими, славянскими и германскими языками. Эта связь была впервые обнаружена Г. Мейером в конце позапрошлого столетия. Например: алб. ligë, лит. ligà, латыш. liga «болезнь»; алб. mal «гора», латыш. mala «побережье». Многие слова, не имеющие индоевропейской этимологии, принадлежат, возможно, языку, на котором говорили древние иллирийцы до переселения на Балканы. Многие подобные лексемы свойственны и румынскому языку, имеющему с албанским родственный субстрат.
Система унаследованных от общеиндоевропейского состояния именных и глагольных флексий в албанском языке подверглась существенной перестройке. Тем не менее общий строй языка в целом по-прежнему сохраняет синтетический флективный характер.
Особую роль в развитии протоалбанского языка сыграло мощное латинское влияние: хотя за века римского владычества полной латинизации (как это было, например, в Галлии, Испании и других римских провинциях) в Иллирии так и не произошло, латинский след заметен на уровне не только лексикона, но и флексий, словообразования и синтаксиса.
Слой латинской лексики, закрепившийся в древнеалбанском языке в эпоху римского господства на Балканах, пережил коренные преобразования, сходные с процессами так называемой креолизации. Так, помимо морфологической усечённости, обусловленной отпадением окончаний, латинские по происхождению лексемы в албанском довольно сильно меняют свой фонетический облик: ср., напр., гег. алб. ranë, тоск. алб. rërë «песок» и лат. arēna; гег. алб. vner, тоск. алб. vrer «желчь» и лат. venēnum; алб. kal «лошадь» и лат. caballus; алб. gjel «петух» и лат. gallus; алб. ar «золото» и лат. aurum; алб. kofshë «бедро» и лат. соха; алб. pus «колодец» и лат. puteus; алб. kushërí «кузен» и лат. consobrīnus; алб. mik «друг» и лат. amīcus; алб. fqi «сосед» и лат. vicēnus; алб. ferr «ад» и лат. infernum; алб. gaz «радость» и лат. gaudium; алб. fe «вера» и лат. fidēs; алб. lter «алтарь» и лат. altare и др.
Латинское происхождение имеют многие суффиксы; производные глаголы образованы по латинским образцам; частично латинское происхождение имеет повествовательный претерит, а категория оптатива — вполне латинского происхождения. Таковы же и некоторые формы множественного числа в склонениях; оттуда же заимствовано, по всей вероятности, и употребление артикля после имени существительного, как в румынском и болгарском языках.
Впоследствии в албанский язык проникли также многочисленные славянские и греческие элементы, но их присутствие затрагивает только лексикон; любопытно, что значительная часть таких новшеств свойственна для всех албанских наречий, а не только для земель, сопредельных этим языковым ареалам.

## Балканизмы
Албанский язык входит в так называемый балканский языковой союз. Особенно много древних схождений в фонологии и грамматике у албанского языка с южнославянскими языками: с сербским, македонским и болгарским.
В албанском консонантизме нет противопоставления по твёрдости и мягкости, но имеется самостоятельный медиопалатальный ряд согласных. Это — характерная черта, объединяющая албанский язык с соседними южнославянскими македонским и сербскохорватским (а за пределами Балкан — со словацким и чешским, а также с латышским и венгерским языками). Подобно болгарскому и македонскому (а также некоторым южно-сербским говорам), в албанском вокализме есть особая редуцированная гласная фонема — ё [ъ], [ă].
Для морфологии албанского имени характерен постпозитивный артикль подобно македонскому и болгарскому (интерес вызывает возникновение постпозитивного артикля в индоевропейских языках — балканских, скандинавских, армянском). Наибольшие схождения у албанского с македонским и болгарским языками обнаруживает структура глагольных имён и наклонений. Так же, как в балкано-славянских языках, формы албанского сослагательного наклонения образуются путём подстановки особой безударной частицы (алб.: të, болг.: да): të shkruaj (болг.: да пиша) «чтобы я писал»; 2-л.: të shkruash (болг.: да пишеш); 3-л.: të shkruajë (болг.: да пише); мн. ч.: të shkruajme, të shkruani, të shkruajnë (болг.: да пишем, -ете, -ат); эти конструкции по значению могут соответствовать сочетаниям с инфинитивом (dua të shkruaj «хочу писать» (болг.: искам да пиша)).

## Письменность
Для записи албанского языка с 1908 года используется вариант латинского алфавита с диакритическими знаками.
Ранее, в XIX в., предпринимались попытки использовать оригинальное письмо (так называемые «эльбасанское письмо», «алфавит Бютакукье». Существовали также два алфавита с неясной датировкой: «алфавит Гьирокастро» (алфавит Весо Бея, по имени исследователя 19 века, использовавшийся исключительно в знатном семействе Ализоти) и алфавит Иоанниса Вилараса (известен только по фрагментам в рукописи греческого исследователя 19 века).
Современный албанский алфавит:
| A a   | B b | C c   | Ç ç   | D d   | Dh dh | E e | Ë ë |
| F f   | G g | Gj gj | H h   | I i   | J j   | K k | L l |
| Ll ll | M m | N n   | Nj nj | O o   | P p   | Q q | R r |
| Rr rr | S s | Sh sh | T t   | Th th | U u   | V v | X x |
| Xh xh | Y y | Z z   | Zh zh |       |       |     |     |

## Лингвистическая характеристика

### Фонетика и фонология
Согласные:
|               | Билаб. | Лабиод. | Интердентальные | Альвеолярные | Палатально-альвеолярные | Палат. | Велярн. | Глоттальные |
| ------------- | ------ | ------- | --------------- | ------------ | ----------------------- | ------ | ------- | ----------- |
| Назальные     | m      |         |                 | n            |                         | ɲ      |         |             |
| Плозивные     | p b    |         |                 | t d          |                         | c ɟ    | k ɡ     |             |
| Аффрикаты     |        |         |                 | ts dz        | tʃ dʒ                   |        |         |             |
| Фрикативные   |        | f v     | θ ð             | s z          | ʃ ʒ                     |        |         | h           |
| Дрожащие      |        |         |                 | r            |                         |        |         |             |
| Одноударные   |        |         |                 | ɾ            |                         |        |         |             |
| Аппроксиманты |        |         |                 | l ɫ          |                         | j      |         |             |

Гласные:
| МФА | Описание                                                   | Запись |
| --- | ---------------------------------------------------------- | ------ |
| i   | Неогубленный гласный переднего ряда верхнего подъёма       | i      |
| ɛ   | Неогубленный гласный переднего ряда средне-нижнего подъёма | e      |
| a   | Неогубленный гласный переднего ряда нижнего подъёма        | a      |
| ə   | Шва                                                        | ë      |
| ɔ   | Огубленный гласный заднего ряда средне-нижнего подъёма     | o      |
| y   | Огубленный гласный переднего ряда верхнего подъёма         | y      |
| u   | Огубленный гласный заднего ряда верхнего подъёма           | u      |

### Существительное
Имени существительному в албанском языке присущи категории рода, числа, падежа, а также определённости и неопределённости. Преобладающая часть словарного состава распределяется по двум родам — мужскому и женскому. Слов среднего рода очень мало (местоимения совсем не имеют форм среднего рода); в первую очередь — это названия некоторых веществ, применяемых в питании, например (в определённой форме): mjaltët «мед»; gjalpët «сливочное масло»; vajt «растительное масло»; misht «мясо»; djathët «сыр»; ujët «вода» и т. п. Наблюдается сильная склонность к переводу этих существительных в категорию мужского р.: (опред.) mjalti, gjalpi, vaji, mishi, djathi, uji.
Неустойчиво употребление в среднем роде абстрактных существительных, образуемых путём субстантивации прилагательных и причастий, например: të mirët «добро»; të thënët «судьба» (букв.: «сказанное»). Существительные этого типа в настоящее время чаще употребляются в женском p.: е mira, е thëna.
В построении аналитических глагольных форм категория рода не участвует.
Категория определённости и неопределённости выражается системой артиклей, из которых определённые всегда восходят к указательным местоимениям, которые изменяются по родам:
1. Суффигированный артикль (постпозитивный) служит для выражения грамматической категории определённости: в женский p.: vajzë и определённая форма — vajza «эта, определённая девушка». Или в мужской p.: fshatar «крестьянин вообще»; определённая форма — fshatari «этот, определённый крестьянин».
2. Изолированный артикль — тоже местоименного происхождения, но употребляется он отдельно как служебное слово. Основная его функция — связывать определение с определяемым, приближаясь по форме к изафету: djali i urtë «умный мальчик»; biri i partizanit «сын партизана»; vajza е urtë «умная девочка»; bija е partizanit «дочь партизана». Ставится также перед субстантивированными прилагательными, перед терминами родства, если они не имеют при себе притяжательного местоимения или другого определения, например: i ati «отец» (какого-то определённого лица); е motra «сестра» (но im ati «мой отец»; ime motra «моя сестра»). Изолированный артикль не может заменять собой суффигированного артикля.

Определение обычно согласуется со своим определяемым в роде при помощи стоящего перед определением связующего артикля, например: nxënës (неопред.) i zgjuar — «развитой ученик». Причастия получают вместе с изолированным артиклем категорию рода, например: armiku i lidhur «связанный враг»; в субстантивированном виде — i lidhuri «связанный»; е lidhura «связанная».
Типы образования основы множественного числа, особенно у существительных мужского рода, очень разнообразны.

#### Падежи
В современном литературном албанском языке шесть падежей: именительный, родительный, дательный, винительный, отложительный (аблатив) и звательный, хотя последний используется с ограниченным числом слов. Несмотря на частичную омонимию форм (окончания родительного и дательного падежей полностью совпадают), албанские падежи сохраняют свою грамматическую значимость, и употребление предлога лишь дополняет и лексически разнообразит систему значений, выражаемую при помощи падежных форм.
Существуют два типа склонения — неопределённое и определённое. Последнее образовано путём суффиксации падежных форм постпозитивного артикля.
Склонение существительного мужского рода male «гора»:
|                     | Неопред. един. | Неопред. множ.   | Опред. един.    | Опред. множ.     |
| ------------------- | -------------- | ---------------- | --------------- | ---------------- |
| Именительный падеж  | mal («гора»)   | male («горы»)    | mali            | malet            |
| Винительный падеж   | mal            | male             | malin           | malet            |
| Родительный падеж   | i/e/të/së mali | i/e/të/së maleve | i/e/të/së malit | i/e/të/së maleve |
| Дательный падеж     | mali           | maleve           | malit           | maleve           |
| Отложительный падеж | mali           | malesh           | malit           | maleve           |

Склонение существительного мужского рода zog «птица»:
|                     | Неопред. един. | Неопред. множ.   | Опред. един.    | Опред. множ.     |
| ------------------- | -------------- | ---------------- | --------------- | ---------------- |
| Именительный падеж  | zog («птица»)  | zogj («птицы»)   | zogu            | zogjtë           |
| Винительный падеж   | zog            | zogj             | zogun           | zogjtë           |
| Родительный падеж   | i/e/të/së zogu | i/e/të/së zogjve | i/e/të/së zogut | i/e/të/së zogjve |
| Дательный падеж     | zogu           | zogjve           | zogut           | zogjve           |
| Отложительный падеж | zogu           | zogjsh           | zogut           | zogjve           |

Склонение существительного женского рода vajzë — «девочка»:
|                     | Неопред. един.    | Неопред. множ.    | Опред. един.     | Опред. множ.      |
| ------------------- | ----------------- | ----------------- | ---------------- | ----------------- |
| Именительный падеж  | vajzë («девочка») | vajza             | vajza            | vajzat            |
| Винительный падеж   | vajzë             | vajza             | vajzën           | vajzat            |
| Родительный падеж   | i/e/të/së vajze   | i/e/të/së vajzave | i/e/të/së vajzës | i/e/të/së vajzave |
| Дательный падеж     | vajze             | vajzave           | vajzës           | vajzave           |
| Отложительный падеж | vajze             | vajzash           | vajzës           | vajzave           |

### Прилагательное
Прилагательные в албанском языке подразделяются на два вида:
1. употребляемые с артиклем, например: pusi i thellë «глубокий колодезь»; puna е madhe «большой труд»;
2. употребляемые без артикля, например: pusi vajguror «нефтяная скважина (колодезь)»; puna paqësore «мирный труд».

Основной для языка категорией являются прилагательные, употребляемые с артиклем. Структура определительного сочетания, включающего такое прилагательное, совпадает со структурой сочетания, в котором в качестве определения выступает форма родительного падежа (zoti i urtë «умный хозяин» и zoti i shtëpisë «хозяин дома»; maja e lartë «высокая вершина» и maja e malit «вершина горы»). Когда определение находится в своей нормальной позиции, то есть после определяемого, прилагательное по падежам не изменяется и сохраняет свою неопределённую форму. Согласоваться с определяемым именем оно может лишь в роде и числе, что, однако, происходит не во всех случаях. В основном, функция согласования в роде, числе и падеже выполняется артиклем. Если в порядке инверсии прилагательное в определительном сочетании попадает на первое место, тогда определяемое существительное оказывается в неопределённой форме и не склоняется; прилагательное же получает падежные окончания, например: им. п. ед. ч. i dashuri mik «милый друг»; вин. п. ед. ч. e dashurin mik «милого друга» (сравните при нормальном, неинверсированном порядке слов: miku i dashur, mikun e dashur).

### Глагол
Глагол в албанском языке имеет категории лица, числа, времени, наклонения и залога. Все эти категории выражаются морфологически — в основном, при помощи средств словоизменения.
Грамматические формы албанского глагола чётко отличаются и включают как простые формы, так и описательные (аналитические). Лицо и число (единственное и множественное) выражаются обычно (но не всегда) посредством специальных окончаний, иногда также при участии флексии основы. Для единственного числа настоящего времени индикатива единые окончания во всех типах спряжения установить невозможно, так как старые индоевропейские окончания полностью редуцировались (за исключением нескольких реликтовых форм, представляющих глаголы на -*mi: jam — «я есмь»; kam «имею»; them «говорю»), a новые различия в оформлении связаны исключительно с изменениями (или иногда с отсутствием изменений) конечного звука основы. Для продуктивного разряда глаголов, 1-е л., которые в ед. ч. оканчивается на -j (-nj), a основа, с точки зрения современного состояния языка, имеет конечным звуком гласный или дифтонг (например: punoj «работаю»; thaj «сушу»; kthej «поворачиваю»; çkrij «расплавляю, -юсь»; shkruaj «пишу»; thyej «ломаю» и др.), функцию окончаний приобрели элементы -j и -n, бывшие некогда составной частью основы. Огромное количество глаголов этого типа и, в частности, исключительная продуктивность глаголов на -oj, обусловило возможность морфологизации первоначально чисто фонетического чередования.
Для очень многих глаголов свойственна омонимия форм для двух, а часто и для трёх лиц ед. ч. наст. вр. Например: hap «открываю, -ешь, -ет»; që «оставляю, -ешь, -ет» и др. Сопоставление с чётко различаемыми формами мн. ч. hapim, hapni, hapin «открываем, -ете, -ют» даёт возможность говорить в подобных случаях о нулевой флексии.
Албанский язык не имеет грамматической категории глагольного вида (например, формы настоящего времени и имперфекта всегда выражают длительное действие; аорист означает не длящееся, завершенное действие в прошлом или же передает совершившееся действие, взятое вне отношения к времени его протекания).
Некоторые глаголы из числа наиболее употребительных имеют супплетивное формообразование. Например: наст. вр. — 1-е л. ед. ч. kam «имею» — аорист 1-е л. ед. ч. pata, причастие pasur; jam «я есмь» — аорист: qeshë, причастие: qënë; ар «даю» — аорист: dhashë, причастие: dhënë; bie «несу» — аорист: prura, причастие: prurë; bie «падаю» — аорист: rashë, причастие: rënë; rri «сижу, «пребываю» — аорист: ndëjta, причастие: ndënjur; shoh «вижу» — аорист: pashë, причастие: pare; vij «прихожу» — аорист: erdha, причастие: ardhur.
Особой формы инфинитива албанский язык не знает. В тоскском диалекте он передаётся при помощи сослагательного наклонения (конъюнктива), например dua të hap «хочу открыть»; или за счёт причастного оборота — për të hapur «чтобы открыть». В гегском диалекте существует конструкция с предлогом me «с» и кратким причастием: me hapë «открыть».

#### Категория времени
Переходный глагол, будучи спрягаемым в двух залогах и в шести наклонениях (включая повелительное), может образовать до 42 различных временных форм. Для албанского глагола свойственна очень разветвлённая система временных форм. Только в изъявительном наклонении действительного залога насчитывается восемь времён (первые три из них являются простыми, а остальные — аналитическими):
- настоящее;
- прошедшее несовершенное, или имперфект;
- аорист, или (согласно терминологии, принятой в албанской школьной грамматике) «простое совершенное»;
- перфект (образуется аналитически при помощи форм наст. вр. глагола kam «имею» и причастия спрягаемого глагола, например: тоск. kam hapur; гег. kam hаре «я открыл»);
- преждепрошедшее I, или плюсквамперфект I, его значение — длительное действие, предшествовавшее другому действию в прошлом (образуется аналитически путём сочетания форм имперфекта глагола «иметь» и причастия спрягаемого глагола, например: тоск. kisha hapur; гег. kishe hapë «я открывал»);
- преждепрошедшее II, или плюсквамперфект II, его значение — не длящееся завершенное действие, предшествовавшее другому действию в прошлом (образуется путём сочетания форм аориста глагола «иметь» с причастием спрягаемого глагола, например: тоск. pata hapur; гег. pata hapë;
- будущее I (в тоскском диалекте образуется при помощи превратившейся в неизменяемую частицу do формы глагола dua «хотеть», союза të и личных форм конъюнктива наст, вр. спрягаемого глагола, например: do të hap «открою»; do të hapësh «откроешь»; в гегском диалекте образуется из личных форм индикатива наст. вр. глагола kam «иметь» и аналитической формы инфинитива спрягаемого глагола, например: kam me hapë «открою»);
- будущее II — сравнительно редко употребляемая форма, передает действие, предшествующее в будущем другому действию (в тоскском диалекте представляет собою сочетание частиц do и të, личных форм конъюнктива наст. вр. глагола «иметь» и причастия спрягаемого глагола, например: do të kern hapur; в гегском диалекте — сочетание личных форм наст. вр. индикатива глагола «иметь» и сложной аналитической формы инфинитива прош. вр., состоящей из предлога mе, причастия вспомогательного глагола «иметь» и причастия спрягаемого глагола, например: kam me pasë hapë.

### Числительные
| një — «один»                    | dy — «два»                       |
| tre — «три»                     | katër — «четыре»                 |
| pesë — «пять»                   | gjashtë — «шесть»                |
| shtatë — «семь»                 | tetë — «восемь»                  |
| nëntë — «девять»                | dhjetë — «десять»                |
| njëmbëdhjetë — «одиннадцать»    | dymbëdhjetë — «двенадцать»       |
| trembëdhjetë — «тринадцать»     | katërmbëdhjetë — «четырнадцать»  |
| pesëmbëdhjetë — «пятнадцать»    | gjashtëmbëdhjetë — «шестнадцать» |
| shtatëmbëdhjetë — «семнадцать»  | tetëmbëdhjetë — «восемнадцать»   |
| nëntëmbëdhjetë — «девятнадцать» | njëzet — «двадцать»              |
| njëzetenjë — «двадцать один»    | njëzetedy — «двадцать два»       |

| tridhjetë — «тридцать»     | dyzet — «сорок»              |
| pesëdhjetë — «пятьдесят»   | gjashtëdhjetë — «шестьдесят» |
| shtatëdhjetë — «семьдесят» | tetëdhjetë — «восемьдесят»   |
| nëntëdhjetë — «девяносто»  | njëqind — «сто»              |
| pesëqind — «пятьсот»       | njëmijë — «тысяча»           |
| një milion — «миллион»     | një miliard — «миллиард»     |

### Лексика
В лексике албанского языка довольно обширен пласт слов, унаследованный со времён индоевропейской общности, хотя и количество заимствований, которые она в себя вобрала за всё время, огромно. Источниками заимствований являются греческие языки, латинский, славянские, турецкий, готский и др.
На раннем этапе албанистики, когда ещё не было открыто особое положение албанского языка в реконструкции праязыка, Г. Мейер, совершивший в 60—70 годах XIX века свои этимологические исследования на материале говоров албанских греков, пришёл к такому выводу: на 5110 албанских слов имеется 1420 слов латинско-романского происхождения (встречаются одинаково между местоимениями, числительными, союзами и предлогами); славянского — 540 (например, jug «юг», rob «раб»); турецкого — 1180 (особенно много турецких слов в северных наречиях); 840 — из новогреческого языка; 400 — наследие индоевропейского и 730 — неизвестного происхождения (Trautman Reinhold, 1948). Некоторые учёные утверждают, что латинские заимствования составляют до 60 % современного словарного состава албанского языка, что породило в прошлом мнение, якобы албанский язык является одним из романских. 
Тем не менее дальнейшие исследования Х. Педерсена, Н. Йокля и Э. Чабея показали, что исконные слова составляют гораздо более значительную долю лексикона.

#### Влияние русского языка в лексике
Особенностью словарного состава албанского языка является проникновение в него значительной части международных неологизмов (прежде всего, научно-технических терминов) через русский язык. Это связано с тем, что до 1945 года современные наука и промышленность в Албании почти отсутствовали, а в 1945—1961 годах научно-технические знания стали проникать с советскими специалистами (из других стран специалистов в этот период почти не было). Например, из русского языка проникли международные слова: detal («деталь»), dezhurn («дежурный»), kombinat («комбинат»), kompleks («комплекс»), docent («доцент»), plenum («пленум»), presidium («президиум»), byro («бюро»), rektor («ректор»). Кроме того, из русского языка были заимствованы такие слова, как tjagaç («тягач»), plitka («плитка»), ballast («балласт»), baraban («барабан»), kulak («кулак») и другие.

## Пример языка
Первая статья «Всеобщей декларации прав человека» на тоскском диалекте:
- Të gjithë njerëzit lindin të lirë dhe të barabartë në dinjitet dhe në të drejta. Ata kanë arsye dhe ndërgjegje dhe duhet të sillen ndaj njëri tjetrit me frymë vëllazërimi.

На гегском диалекте: 
- Zhdo njeri kan le t'lir mê njãjit dinjitêt edhê dreta. Ata jan të pajisun mê mênjê edhê vet-dijê edhê duhën të veprôjn ka njãni-tjetrin mê nji shpirt vllâznimit.